# Sergach
Sergach (del ruso: Серга́ч) es una ciudad del óblast de Nizhni Nóvgorod, en Rusia, centro administrativo del raión homónimo. Está situada sobre el río Piana, afluente del Surá, a 130 km (150 km por carretera) al sudeste de Nizhni Nóvgorod. Su población era de 21.617 habitantes en 2009.

## Historia
En los libros de cuentas de Nizhni Nóvgorod aparece en 1618 por primera vez un pueblo de nombre Sergayevskaya. La denominación probablemente sea una derivación moksha del nombre ruso Sergéi: Serga. La primera mención escrita del pueblo de Sergach data de 1649. Recibió el estatus de ciudad en 1779, convirtiéndose ese año en centro administrativo de un uyezd.

## Demografía
| 1897   | 1926   | 1939   | 1959   | 1970   |
| ------ | ------ | ------ | ------ | ------ |
| 1 726  | 2 300  | 5 300  | 8 200  | 22 500 |
| 1979   | 1989   | 1996   | 2002   | 2008   |
| 24 400 | 25 231 | 25 600 | 22 887 | 21 800 |

## Cultura y lugares de interés

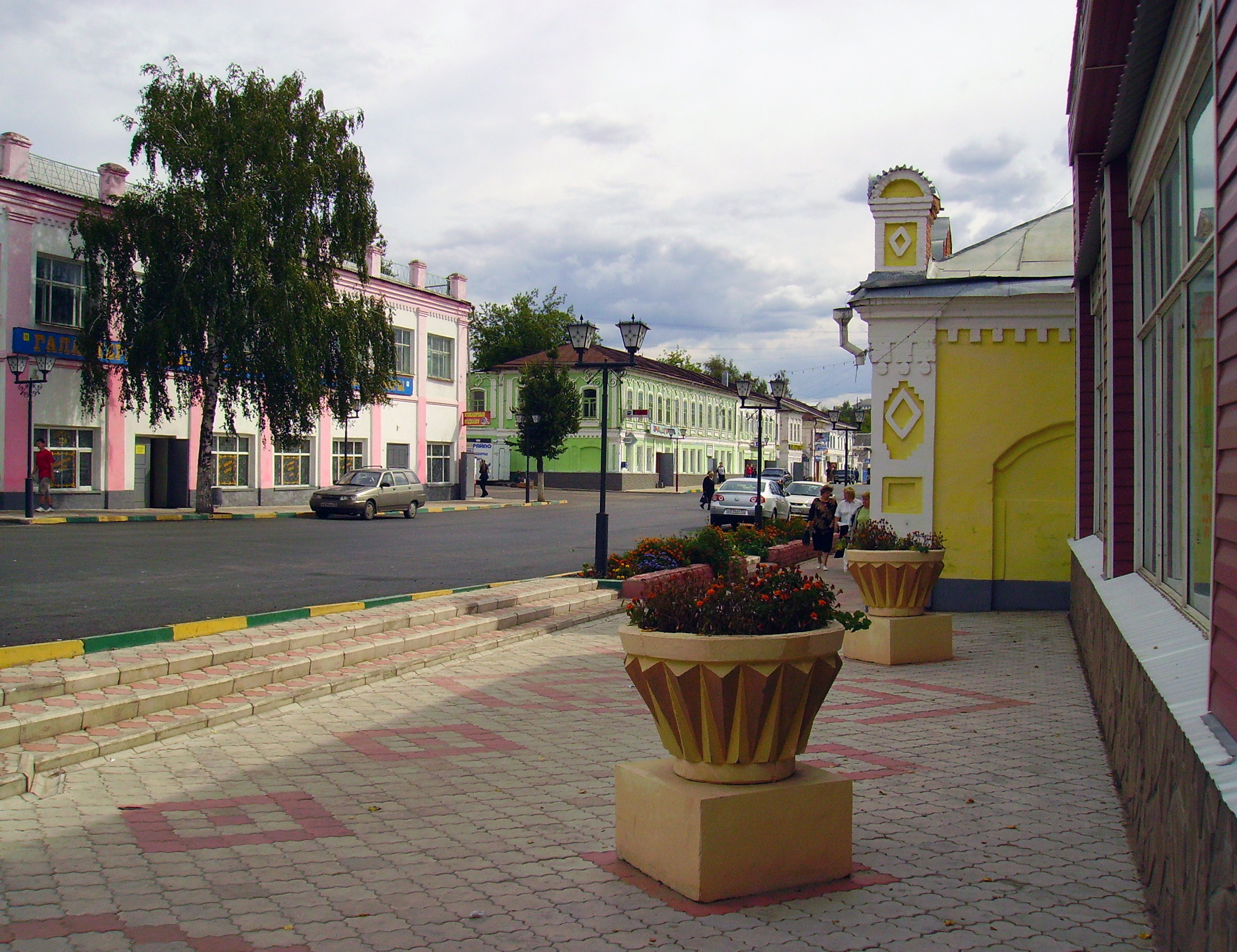
Calle Sovétskaya.

En Sergach se encuentran la Catedral del Icono de la Madre de Dios de Vladímir (Владимирский собор) de 1820 y la Iglesia de Ioanna Milostivogo (церковь Иоанна Милостивого) de 1831. El edificio de la estación es de principios del siglo XX y se conserva prácticamente en su estado original.
La ciudad cuenta con un museo local.
En Andréyevka, un pueblo cercano, se conserva una vieja mezquita, y en Lopatino, otro pueblo de los alrededores, cabe destacar la Iglesia de San Nicolás (Никольская церковь).

## Economía y transporte
En Sergach hay compañías dedicadas a la fabricación de herramientas, al sector alimentario (fábrica de azúcar) y al sector textil.
Está conectada al ferrocarril Moscú-Arzamás-Kazán.